# Boys for Pele
| Оценки критиков      | Оценки критиков |
| Источник             | Оценка          |
| -------------------- | --------------- |
| AllMusic             | [ 1 ]           |
| Los Angeles Times    | [ 2 ]           |
| Entertainment Weekly | C               |
| Q                    | [ 3 ]           |
| Sputnikmusic         | [ 4 ]           |
| Rolling Stone        | [ 5 ]           |
| Salon                | (mixed)         |
| Spin                 | (9/10)          |
| Village Voice        | (positive)      |
| Adrian Denning       | [ 9 ]           |

Boys for Pele — третий студийный сольный альбом американской певицы Тори Эймос, вышедший в 1996 году. Предшествующий сингл «Caught a Lite Sneeze» был выпущен за три недели до официального релиза альбома 22 января 1996 года в Великобритании и 23 января в Соединенных Штатах. Альбом содержит наименее доступный материал Эймос «для ротации на радио». Boys for Pele дебютировал на # 2 в Billboard 200 и UK Top 40,, став для исполнительницы самым большим трансатлантическим успешным альбомом, её первым дебютом в Billboard Top 10, и самым успешным альбомом в чартах США на сегодняшний день.
Boys for Pele был записан в сельской Ирландии и Луизиане и содержит 18 песен, где используются клавесин, клавикорды, фисгармонии, госпел хора, партии духового оркестра и полного оркестра. Эймос написала все песни, и в первый раз для своего альбома она работала в качестве продюсера. Для Эймос альбом стал шагом в другом направлении с точки зрения пения, написания песен и записи, и является экспериментальным опытом по сравнению с её предыдущими работами.

## Предыстория
Во время записи своего предыдущего альбома Under the Pink (1994) у Эймос сложились давние профессиональные и романтические отношения с Эриком Россе, которые совместно подготовили значительное количество предшествующего для альбома материала, но затем они расстались. Этот разрыв, в сочетании с несколькими отношениями с мужчинами во время промотура Under the Pink, вынудили Эймос по-новому оценить свои отношения с мужчинами и мужественность. Эймос объяснила: «В моих отношениях с мужчинами, я всегда получала музыкальное наслаждение, но отнюдь не женское, я всегда встречала мужчин именно как музыкантов в своей жизни, но не было той магии страсти. И чаще это все прекращалось, стиралось в небытие. Ведь все мы хотим быть обожаемыми, даже на пять минут в день, но к сожалению мужчины не давали мне этого наслаждения».
Песни начали появляться фрагментами, чаще в период турне Under the Pink tour. После поездки на Гавайи и посещения легендарных вулканов богов Пеле, альбом начал обрисовываться концепцией, а песни стали исследовать символическую тему кражи огня мужчиной и поиск того же огня женщиной. Из этого Эймос объяснила, что песни пришли сами собой: «Иногда ярость от мира меня останавливала и я начала жить этими песнями с тех пор как мы расстались. Во мне зажил вампир. Как раз из тех эмоциональных вампиров, у которых остается кровь на краю рта, выглядящая словно размазанные следы от помады, поэтому никто не знает о правде».
В этом направлении Эймос, которая открыто заявляла о своих опытах с галлюциногенными наркотиками, особенно в то время, принимала наркотики с шаманами Южной Америки и наблюдала пришествие дьявола. Эти события вдохновили её на создание песни «Father Lucifer».
Альбом состоит из 14 полнометражных песен и четырёх коротких интерлюдий. По утверждениям Эймос, что «некоторые кусочки рассказывают о стороне её души, которую она с трудом принимает», 14 первичных песен говорят о количестве частей тела египетского бога Осириса, которые, согласно египетской мифологии, его жене Исиде предстояло собрать для общего захоронения. Аранжировки песен в альбоме отражают видение Эймос, направленное на выпуск двойного винилового альбома: каждая из четырёх сторон альбома на виниле открывается с интерлюдии, которая предшествует главной части, содержащей по три-четыре песни на обеих сторонах. Виниловый релиз является единственным носителем («Beauty Queen», «Mr Zebra», «Way Down» и «Agent Orange»), где интерлюдии не пронумерованы и где «Beauty Queen» и «Horses» не объединены в один трек.

## Создание
Boys for Pele является первым альбомом собственного продюсирования Эймос, и эта тенденция будет продолжаться в течение десяти лет до выхода альбома Midwinter Graces (2009). Эймос хотела получить полный самоконтроль в продюсировании Boys for Pele, делая акцент на собственной независимости. Относительно своего первого самостоятельно спродюсированного альбома, Эймос говорила: «Я была в тупике, где нельзя было найти ответов на волнующие меня вопросы. В некотором смысле я была заложницей жизни патриархальных устоев и рамок».

## Маркетинг и продвижение
В конце 1995 года Atlantic Records выпустили промо-CD в Германии и Америке просто под названием «Tori Amos» с издательским номером PRCD-6535-2. На обложке и оттиске диска была надпись «New Music from Tori Amos…», продолжение фразы «…coming soon» было указано на задней части обложки. Релиз сборника из 9 рекламных синглов из первых двух сольных альбомов Эймос, предназначенных для радиостанций, должен был вызвать интерес к предстоящему выпуску альбома. Песня «Precious Things» была указана на задней стороне диска под неправильным названием «These Precious Things», точно также с названием «Crucify (Remix)», когда на самом диске присутствует оригинальная версия песни. На обложке Тори Эймос, лежащая в камуфляжном одеяле, облачена в майку-милитари с армейской татуировкой на предплечье.
Первый сингл из альбома, «Caught a Lite Sneeze», был выпущен для радиостанций 2 января 1996 года, за три недели до выхода альбома. Такой маркетинговый ход часто используется для создания ожидания нового альбома, и рекламный стикер на американском сингле откровенно это подтверждал: «Услышь первым новую музыку Тори после 2-х летнего перерыва!» (англ. «Hear the first new music from Tori in over 2 years!»).
Менеджеры Эймос изначально решили использовать Интернет-ресурсы для продвижения новой музыки. Из-за того, что Интернет в начале 1996 года только начал входить в активное применение, для Boys for Pele это стало одним из выгодных способов создания PR-рекламы. Некоторые рецензии содержали ссылку на сайт лейбла Atlantic и официальный сайт Тори, где предлагалось прослушать аудиофайлы, а другие опубликовывали телефонный номер, позвонив на который, можно было также прослушать новые песни. «Caught a Lite Sneeze» стала новаторской, так как она была одной из первых песен, выложенных в Интернет для свободного скачивания.

## Список композиций
Слова и музыка всех песен — Эймос.
| №   | Название                          | Длительность |
| --- | --------------------------------- | ------------ |
| 1.  | «Beauty Queen/Horses»             | 6:07         |
| 2.  | «Blood Roses»                     | 3:56         |
| 3.  | «Father Lucifer»                  | 3:43         |
| 4.  | «Professional Widow»              | 4:31         |
| 5.  | «Mr Zebra»                        | 1:07         |
| 6.  | «Marianne»                        | 4:07         |
| 7.  | «Caught a Lite Sneeze»            | 4:24         |
| 8.  | «Muhammad My Friend»              | 3:48         |
| 9.  | «Hey Jupiter»                     | 5:07         |
| 10. | «Way Down»                        | 1:13         |
| 11. | «Little Amsterdam»                | 4:29         |
| 12. | «Talula»                          | 4:08         |
| 13. | «Not the Red Baron»               | 3:49         |
| 14. | «Agent Orange»                    | 1:26         |
| 15. | «Doughnut Song»                   | 4:19         |
| 16. | «In the Springtime of His Voodoo» | 5:32         |
| 17. | «Putting the Damage On»           | 5:08         |
| 18. | «Twinkle»                         | 3:12         |

| №   | Название         | Длительность |
| --- | ---------------- | ------------ |
| 19. | «Toodles Mr Jim» | 3:09         |

## Би-сайды
Процесс написания и сессионные записи для Boys for Pele являются одними из самых плодотворных в карьере Эймос. Помимо песен, которые были включены в альбом, некоторые выпущены в качестве би-сайдов в последующих сборниках. В конечном счете Эймос в это время сочинила и записала около 35 песен.
| Название                                      | Продолжительность | Сингл                         |
| --------------------------------------------- | ----------------- | ----------------------------- |
| «Graveyard»                                   | 0:56              | «Caught a Lite Sneeze» (1996) |
| «Hungarian Wedding Song»                      | 1:00              | «Caught a Lite Sneeze» (1996) |
| «London Girls»                                | 3:20              | «Caught a Lite Sneeze» (1996) |
| «Samurai»                                     | 3:03              | «Caught a Lite Sneeze» (1996) |
| «That’s What I Like Mick (The Sandwich Song)» | 2:59              | «Caught a Lite Sneeze» (1996) |
| «This Old Man»                                | 1:44              | «Caught a Lite Sneeze» (1996) |
| «Toodles Mr. Jim»                             | 3:09              | «Caught a Lite Sneeze» (1996) |
| «Alamo»                                       | 5:11              | «Talula» (1996)               |
| «Amazing Grace/Til The Chicken»               | 6:48              | «Talula» (1996)               |
| «Frog On My Toe»                              | 3:40              | «Talula» (1996)               |
| «Sister Named Desire»                         | 5:29              | «Talula» (1996)               |

В таблице слева представлены только те песни, которые были выпущены в качестве би-сайдов на синглах из Boys for Pele.
Многие песни, написанные для альбома Boys for Pele, были выпущены в следующих альбомах или не выпущены до сих пор. Три такие песни, как «Cooling», «Never Seen Blue» и «Beulah Land», должны были попасть в альбом, но по каким-то причинам были отклонены, хотя позже выпущены в качестве би-сайдов на синглах «Spark» (1998) и «Jackie’s Strength» (1998).
Другие песни были частично написаны во время работы над Boys for Pele, но закончены и выпущены позже: «Snow Cherries from France» появилась в сборнике хитов Tales of a Librarian (2003), её последнем релизе на лейбле Atlantic; «Apollo’s Frock» появилась на Scarlet’s Hidden Treasures (2004) и «Walk to Dublin», которая была исключена после того, как между Эймос и её лейблом возник конфликт по поводу музыкальной структуры песни, а затем снова появилась на студийных сессиях альбома From the Choirgirl Hotel (1998), но была выпущена только в сборнике A Piano: The Collection (2006).
Другая композиция, «To the Fair Motormaids of Japan», была записана во время студийных сессий Boys for Pele, но так и не была выпущена.
Макси-сингл The Hey Jupiter EP содержит концертные записи некоторых би-сайдов, включая кавер «Somewhere Over the Rainbow». Эймос также сделала кавер на песню «Famous Blue Raincoat» для трибьют-альбома Леонарду Коэну Tower of Song: The Songs of Leonard Cohen. Песни «I’m on Fire», «Landslide» и «Over the Rainbow» выпущены на VH1 Crossroads.

## Позиции в чартах
| Чарт (1996)                         | Наивысшая позиция |
| ----------------------------------- | ----------------- |
| Billboard Top 200 (U.S.)            | 2                 |
| Official UK Album Chart (UK)        | 2                 |
| ARIA Album Chart (Australia)        | 6                 |
| Austrian Album Chart (Austria)      | 9                 |
| Belgian Album Chart                 | 6                 |
| Dutch Album Chart (the Netherlands) | 6                 |
| Finn Album Chart (Finland)          | 13                |
| New Zealand                         | 15                |
| Norway Album Chart (Norway)         | 27                |
| Swedish Top 60                      | 4                 |
| Swiss Album Chart (Switzerland)     | 14                |

| Год  | Песня                                             | Наивысшие позиции    | Наивысшие позиции     | Наивысшие позиции         | Наивысшие позиции | Наивысшие позиции          |
| Год  | Песня                                             | US Billboard Hot 100 | US Modern Rock Tracks | Hot Dance Music/Club Play | UK Top 40         | Top 100 Australian Singles |
| ---- | ------------------------------------------------- | -------------------- | --------------------- | ------------------------- | ----------------- | -------------------------- |
| 1996 | «Caught a Lite Sneeze»                            | 60                   | 13                    | —                         | 20                | 51                         |
| 1996 | «Talula»                                          | 119∞                 | —                     | —                         | 22                | —                          |
| 1996 | «Professional Widow» (remix)                      | 108∞                 | —                     | 1                         | —                 | —                          |
| 1996 | «Hey Jupiter»                                     | 94¤                  | —                     | —                         | 20ψ               | 17ψ                        |
| 1996 | «In the Springtime of his Voodoo» (remix)         | 125∞                 | —                     | 6                         | —                 | —                          |
| 1997 | «Professional Widow (It’s Got To Be Big)» (remix) | —                    | —                     | —                         | 1                 | —                          |

∞ — Обозначение позиции на Billboard Bubbling Under Hot 100 Singles

¤ — Обозначение позиции на Billboard 200 для Hey Jupiter EP

ψ — Обозначение позиции для «Hey Jupiter/Professional Widow» двойной сингл стороны-А

## Участники записи
| - Тори Эймос — вокал, фортепиано Bösendorfer, клавикорд, клавесин, орган - Джордж Поттер, мл. — бас-гитара - Стив Катон — гитара, электрогитара, мандолина, педаль экспрессии - Ману Катче — ударные - Марсель ван Лимбик — церковные колокола - Джеймс Уотсон — трубы, дирижирование медными духовыми инструменты - The Black Dyke Mills Band — медные духовые - The Sinfonia of London — струнные - Филипп Шинейл — ритм-секция - Петр Уиллисон — дирижёр, художественный руководитель оркестра - Алан Фридман — программирование ударных - Кларенс Дж. Джонсон III — сопрано-саксофон, тенор-саксофон - Мино Синелю — перкуссия - Дарлли Левис — перкуссия - Марк Муллинс — тромбон, духовые - Крейг Кляйн — сузафон - Майкл Диган — волынка - Бернард Квуин — волынка - Нэнси Шанск — бэк-вокал | - Тори Эймос — музыкальный продюсер - Марк Хоул — сведение - Марсель ван Лимбек — сведение - Роб ван Тёйн — сведение - Боб Людвиг — мастеринг - Синди Пэлмано — обложка, оформление, фотография - Пэдди Крэмси — графический дизайн - Пол Чейсэл — дизайн |

## Хронология релиза
| Страна         | Дата            | Лейбл     | Формат  | Издательский номер |
| -------------- | --------------- | --------- | ------- | ------------------ |
| Великобритания | 22 января 1996  | East West | CD      | 82862-2            |
| Великобритания | 22 января 1996  | East West | Кассета | 82862-4            |
| Великобритания | 22 января 1996  | East West | LP      | 82862-1            |
| Великобритания | 10 февраля 1997 | East West | CD∞     | 80696-2            |
| США            | 23 января 1996  | Atlantic  | CD      | 82862-2            |
| США            | 23 января 1996  | Atlantic  | Кассета | 82862-4            |
| США            | 23 января 1996  | Atlantic  | LP      | 82862-1            |
| США            | июнь 1996       | Atlantic  | CD∞     | 82862-2            |
| Канада         | 24 января 1996  | East West | CD      | 8286223            |
| Япония         | 25 февраля 1996 | Atlantic  | CD      | AMCE-918           |

∞ Обозначение переиздания